# 祖尼角龍屬
祖尼角龍屬（屬名：Zuniceratops）意為“來自祖尼部落的有角面孔”，是種角龍下目恐龍，生存於晚白堊紀中土侖階的美國新墨西哥州。牠們生存於9000萬年前，早於外表相近的角龍科，並可能為角龍科的祖先。
祖尼角龍身長約3到3.5公尺，高度約1公尺。牠們可能重達100到150公斤。祖尼角龍頭後的頭盾是多孔的，但缺乏頸盾緣骨突（Epoccipital （页面存档备份，存于））。祖尼角龍是已知最早有額角的角龍類，也是已知最古老的北美洲角龍類。這些角狀物被認為依年齡而增大。

## 發現與種

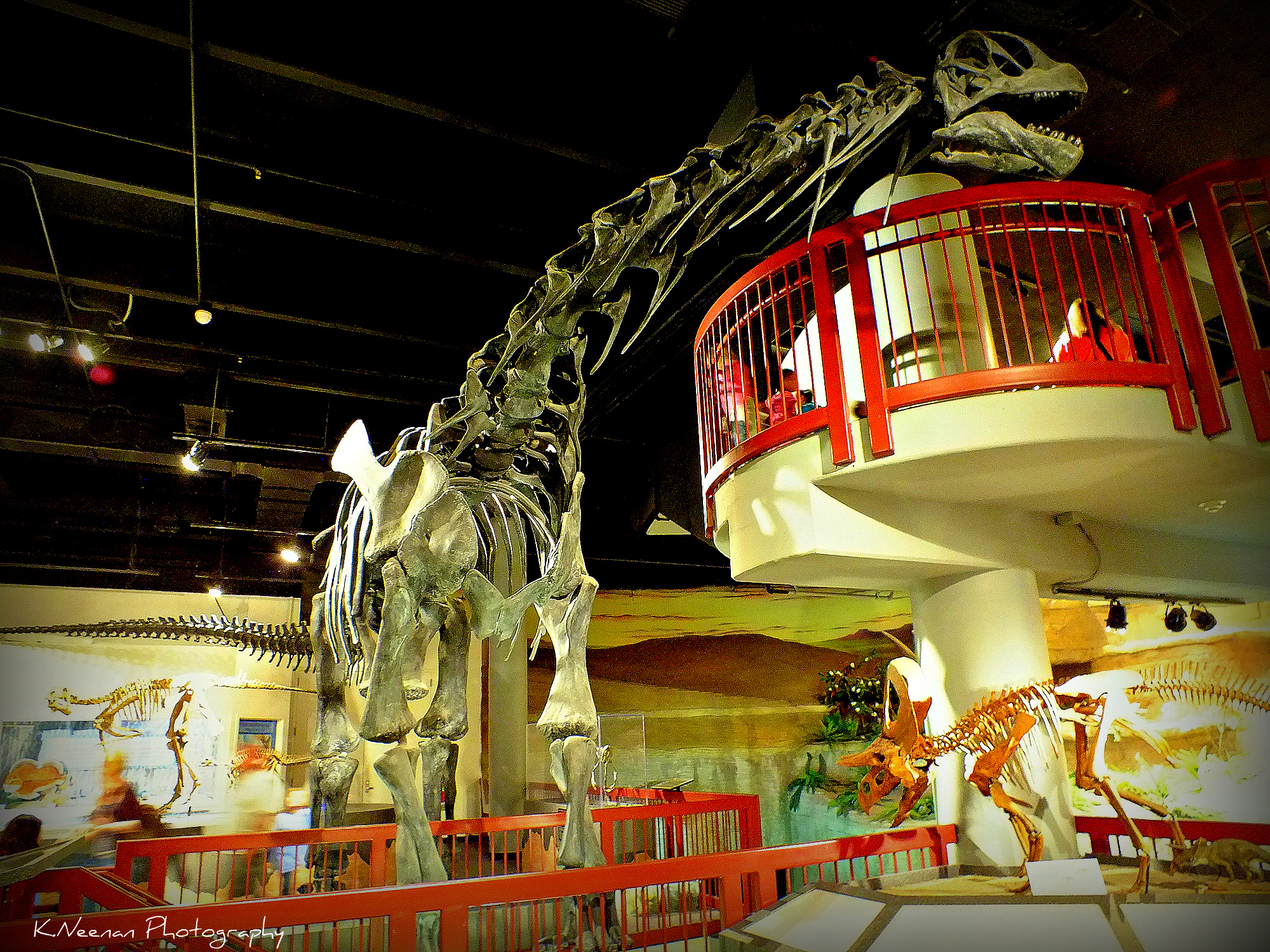
圓頂龍與祖尼角龍的骨架模型

祖尼角龍的化石發現於1996年，由古生物學家Douglas G. Wolfe的8歲兒子在新墨西哥州的Moreno Hill組發現。目前已經發現一個頭顱骨，以及來自數個個體的骨頭。最近，其中一個被認為是鱗骨的骨頭，可能來自於懶爪龍的坐骨。
祖尼角龍的模式種為克里斯多佛祖尼角龍（Z. christopheri），名稱來自於古生物學家Douglas G. Wolfe的兒子的名字Christopher James Wolfe。

## 分類
祖尼角龍是個演化過渡的例子；祖尼角龍介於早期角龍類（如原角龍）以及較晚的大型角龍科恐龍之間的過渡物種。這支持了角龍下目恐龍起源於北美洲的理論。
雖然祖尼角龍的第一個標本只有單排牙齒（在角龍類裡不尋常），但較晚發現的祖尼角龍化石有兩排牙齒。這證據顯示這些牙齒是隨者年齡而變成雙排的。祖尼角龍如同其他角龍類，是草食性恐龍，而且可能是群居動物。

## 大眾文化
祖尼角龍曾出現在BBC電視節目《恐龍紀元》（When Dinosaurs Roamed America）。

## 外部連結
- Zuniceratops in The Dinosaur Encyclopaedia at Dino Russ's Lair